# Употреба човека
Употреба човека је роман Александра Тишме, објављен 1976. године за издавачку кућу Нолит. Роман је добио НИН-ову награду исте године, а 2003. године на педесетогодишњицу оснивања награде, критичари су га прогласили једним од десет најбољих награђених романа у историји награде (седмо место).

## Радња
Роман почиње смрћу наставнице немачког језика, Ане Дрентвешек, знане под надимком Фројлајн (Госпођица), која умире у болници након операције жучи 1940. године, у 41-ој години. Пре своје смрти она замоли своју ученицу Веру да оде до њеног стана и спали њен дневник.
Радња се дешава у Новом Саду, непосредно пред почетак Другог светског рата, и у току окупације града од стране непријатеља. Главни ликови романа су троје младих који су ишли на часове немачког код Ане, и чије судбине су међусобно повезане како Аниним дневником, тако и трагичним и турбулентним историјским догађајима.
Вера Кронер је девојка јеврејског и немачког порекла, отац Роберт јој је богати индустријалац, а мајка Рези јој је служавка која је радила код породице њеног оца. Има старијег брата Герхарда, који је фасциниран својим ујаком СС војником.
Верин дечко је сиромашни српски младић Милинко Божић, који живи са својом мајком удовицом кројачицом Славицом, и воли да купује лексиконе и енциклопедије.
С друге стране ту је и бунтовни богаташки син Средоје Лазукић, који воли да се коцка, расипно троши новац свог оца, живи у великој вили на Лиману и често посећује јавну кућу госпође Олге Херцфелд.
Рат ће променити живот ово траје младих повезаних трагедијом и љубавним троуглем. Од историјских догађаја у роману се описује прогон Јевреја и мађарски злочини у току рата.